# ロコ・ウキッチ
ロコ・ウキッチ（Roko Ukic）ことロコ・レニ・ウキッチ（Roko Leni Ukić、1984年12月5日 - ）は、クロアチアの元プロバスケットボール選手。ユーゴスラビア連邦クロアチアスプリト出身。ポジションはポイントガード。196cm、86kg。

## 来歴
2000年に15歳で地元スプリトのチーム、(KKスプリト)でプロデビュー。スプリトでは2005年のNBAドラフトでトロント・ラプターズから指名されるまでプレイした。そのままNBA入りを果たすかと思われたウキッチであったが、NBAのベンチで過ごすよりも活躍の機会を得られそうなスペインリーグを選択する。2005年にサスキ・バスコニアでプレイした後、翌2006年夏、FCバルセロナに移籍して先発ポイントガードの座を確保した。2007年はロトマティカ・ローマにレンタル移籍し、クロアチア代表監督を務めるジャスミン・レペサの指導を受ける機会を得た。
2008年7月16日、トロント・ラプターズと3年契約を結んだ。トロントではサスキ・バスコニアでチームメイトであったホセ・カルデロンの控えを務めた。
2009年8月18日、カルロス・デルフィーノとのトレードでミルウォーキー・バックスに移籍した。
2005年20歳でクロアチアA代表デビュー。北京オリンピックにもクロアチア代表として出場した。
現役晩年はキャリアを開始させたKKスプリトで過ごし、2024年2月に現役引退を発表した。